# Uppsalakalklav
Uppsalakalklav (Endocarpon leptolepideum) är en lavart som först beskrevs av William Nylander, och fick sitt nu gällande namn av Nyl. in Hue. Uppsalakalklav ingår i släktet Endocarpon, och familjen Verrucariaceae. Arten är reproducerande i Sverige.